# Fear Factory
«Fear Factory» (с англ. — «Фабрика страха») — американская метал-группа из Лос-Анджелеса.
Группа сформировалась в 1989 году и к сегодняшнему дню выпустила десять номерных альбомов, несколько мини-альбомов и сборников, а также почти полтора десятка синглов. За время своей музыкальной карьеры музыканты сумели выработать собственное оригинальное звучание, представляющее собой сочетание индастриал-метала и грув-метала. Их стиль оказал большое влияние на метал-сцену середины 90-х.

## История

### Ранние годы (1989—1990)
Fear Factory была образована гитаристом Дино Касаресом (ex-The Douche Lords) и барабанщиком Раймондом Эррера в Лос-Анджелесе в 1989 году. Затем в группу на место вокалиста пришёл Бертон Белл (ex-Hate Face), исполнение которым песни U2 New Year’s Day очень впечатлило Касареса.
Группа сначала выступала под названием Ulceration, а затем как Fear the Factory, и лишь в 1990 году группа поменяла название на Fear Factory. Новое название отразило изменившееся музыкальное направление, в котором играла группа: смесь дэт-метала, английского индастриала, индустриального метала и грайндкора. Так, первые демо по звучанию напоминали музыку Napalm Death, Ministry и Godflesh. От последних Fear Factory переняли механическое звучание, мрачный и агрессивный вокал .
Первое выступление группы состоялось 31 октября 1990 года.

### Concrete,Soul of a New Machine(1991—1994)
В 1991 году приступают к записи своего первого альбома при участии Росса Робинсона в Blackie Lawless studio. Однако из-за того, что группа была недовольна условиями контракта, он так и не был издан.
Большинство из неизданных песен было перезаписано вместе с Колином Ричардсоном, и они вошли в дебютный альбом группы Soul of a New Machine, вышедший в 1992 году. В 2002 году Concrete был полностью переиздан, однако без согласия участников Fear Factory.
Записанный в 1992, Soul of a New Machine для того времени был новаторским, сочетая в себе дэт-метал и индастриал.
Из-за экстремального характера музыки, альбом не был успешен и до сих пор продолжает оставаться в тени более поздних творений группы. В дальнейшем группа стала отходить от дэт-метала с каждым последующим релизом.
После первого релиза группа выпускает EP Fear Is the Mindkiller с композициями из Soul Of A New Machine, сремиксованными Рисом Фулбером и Биллом Либом из Front Line Assembly. В дальнейшем увлечение Эрреры и Белла технологиями станет визитной карточкой группы, в плане лирики текстов, и в плане стиля.
Для тура в поддержку альбома в группу был принят клавишник Рейнор Диего, вместе с которым Fear Factory выступала с такими группами как Biohazard, Sepultura, Sick Of It All, Brutal Truth, Cannibal Corpse, Cathedral, и Sleep.
В 1993 басист Эндрю Шивес покинул группу. В ноябре следующего года на его место был принят Кристиан Олде Волберс.

### Demanufacture,Obsolete(1995—2000)
В 1995 году группа выпускает свой второй альбом Demanufacture, который стал достаточно успешным.
Demanufacture стал определяющим в творчестве группы и получил довольно высокие оценки среди критиков. Альбом попал в первую десятку Billboard Heatseekers charts. Альбом рассказывает о машинах, свергающих человечество, и о человеческой оппозиции технологическому прогрессу.
"Soul of a New Machine отличный дебютный альбом, а Fear is the Mind Killer в какой-то степени подготовка фэнов к Demanufacture. Изначально песни в ранних альбомах записывались специально, чтобы впоследствии легко можно было сделать на них ремиксы. Demanufacture стал первым альбомом в трилогии «человек против машины».Дино Касарес

После выпуска альбома Fear Factory провели два года в непрерывных турах, выступая на одних сценах с Black Sabbath, Megadeth и Iron Maiden. Также группа была приглашена на Ozzfests 1996 и 1997. В мае 1997 года был выпущен альбом ремиксов, названный Remanufacture, быстро попавший в Billboard 200 и в Billboard Heatseekers chart. В 2005 году Roadrunner Records переиздал Demanufacture and Remanufacture.
В июле 1998 года выходит первый концептуальный альбом Fear Factory, Obsolete, из-за записи которого было отменено выступление группы на Dynamo Open Air Festival. Трек 11 из альбома Obsolete являлся OST Test Drive 6 и был кавером Gary Numan «Cars».
Obsolete был близок по звуку к Demanufacture, но содержал также больше элементов альтернативного метала и прогрессива. Альбом стал первым релизом, записанным при участии Кристиана Олде Волберса.
Obsolete стал новым скачком в творческом плане Fear Factory. Группу пригласили на Ozzfest (1999) в роли хедлайнеров. Также музыканты принимают участие в записи саундтреков к фильмам «Пила: Игра на выживание», «Смертельная битва» и «Обитель зла»; компьютерным играм Carmageddon, Demolition Racer, Rainbow Six: Lockdown, Sleeping Dogs и Messiah.

### Digimortal, распад (2001—2002)
После успеха Obsolete группа в 2001 году выпускает похожий альбом Digimortal.
Digimortal попал в Top 40 Billboard album charts, в Top 20 Canada album charts и в Top 10 в Australian album charts. Ремикс песни «Invisible Wounds» был включён в саундтрек для фильма Обитель зла. Однако несмотря на неплохие продажи Digimortal, альбом не смог достичь вершин Obsolete.
В 2002 году Бертон Белл объявил о распаде группы .
«Бертон просто сказал что-то вроде „Парни, мне больше это все не интересно, я не хочу играть больше в группе, не хочу играть с вами, и особенно не хочу играть с тобой, Дино.“ Вот и все. Далее он в буквальном смысле выбежал за дверь. Я слышал, что перед тем, как Белл зашел в комнату, он сходил в магазин, купил бутылку Jack Daniels и выпил её. Полагаю, что ко времени разговора он уже был в стельку, вполне возможно, чтобы набраться смелости сказать нам, что уходит. Когда Бертон ушел, мы решили что всё, надо ставить точку — мы расходимся и каждый займется своим делом.».Дино Касарес

### Первое возвращение,Archetype,Transgression(2002—2005)
В 2002 году Эррера и Волберс собрались вместе и записали несколько демо-треков, которые затем показали Беллу, предложив ему возродить группу, на что тот согласился.
Кристиан стал ведущим гитаристом, а на место бас-гитариста пригласил Байрона Строуда из группы Strapping Young Lad.
Дино Касарес продолжал в это время выступать со своим сторонним проектом Asesino, мексиканской дэтграйнд-группой, вместе с Тони Кампосом. Также он играл в группе Divine Heresy.
Летом 2005 года выходит пятый полноформатный альбом Transgression. Над альбомом группа поработала вместе с продюсером Тоби Райтом.

«Тоби работал с очень известными командами, как Metallica, Korn, Alice In Chains и Soulfly. Работать с человеком такого калибра действительно любопытно. К тому же он наш большой фанат, так что не стоит думать, что мы привлекли к работе крутого парня, который о нас вообще ничего не знает.»
Рэймонд Эррера

После издания Transgression группа отправилась в Gigantour по Северной Америке с такими командами как Megadeth, Dream Theater, Nevermore.

### Второе возвращение,Mechanize,The Industrialist(2006—2013)
В декабре 2006 года Уольберс сообщил, что Fear Factory собираются записать новый альбом. В этом же месяце Бертон подтвердил в интервью, что группа уходит с лейбла Liquid 8 Records. Однако вместо того, чтобы начать работу над записью, участники группы разошлись по другим проектам.
Бертон Белл принял участие в записи песен «End Of Days, Pt.1», «End of Days, Pt. 2» и «Die In A Crash», вышедших в альбоме Ministry The Last Sucker 2007 года. Кристиан Уольберс и Рэймонд Эррера основали группу Arkaea.
7 апреля 2009 года Бертон Белл и экс-гитарист Дино Касарес объявили о своём примирении и формировании нового проекта с бас-гитаристом Байроном Страудом и барабанщиком Джином Хогланом. Фактически, этот проект представляет собой новый состав Fear Factory, без Раймонда Эррера и Кристиана Олде Волберса. 4 декабря 2009 года «новая» версия Fear Factory отыграла дебютный концерт в Бразилии. Изначально тур планировался на июнь, однако в последний момент сорвался из-за юридических претензий Раймонда Эрреры, которому, как и остальным трём основателям коллектива, принадлежит 25 % прав на творчество и название Fear Factory.
В начале 2010 года Fear Factory начинают тур по Австралии и Новой Зеландии с выступления на фестивале Big Day Out. В феврале 2010 года Fear Factory выпустили Mechanize и отправились в турне по США. Альбом вышел 9 февраля на Candlelight Records. По звуку и по задумке он явился попыткой вернуться к классическому звучанию образца середины-конца 90-х. Диск попал на 150 место в Billboard 200.
Летом Fear Factory впервые посетили Россию с двумя концертами: 28 июня в Главклубе в Санкт-Петербурге и 29 июня в клубе Б1 Максимум.
В январе 2011 года Fear Factory принимает участие в 70 000 Tons Of Metal — трёхдневный круиз в открытом море вместе с другими известными группами.
В 2012 году группа выпускает полностью концептуальный альбом The Industrialist. В конце лета 2013 года группа вновь посетила Россию и дала ряд концертов в Иркутске, Красноярске, Новосибирске, Екатеринбурге, Краснодаре, Ростове-на-Дону, Нижнем Новгороде, Москве и Санкт-Петербурге. В начале осени группа посетила Киев и Минск.
1 мая 2013 года Дино Касарес сказал порталу Songfacts.com, что Fear Factory начнёт работу над своим девятым студийным альбомом после окончания тура The Industrialist. Альбом должен был быть выпущен в начале 2014 года. 13 мая 2013 года Бертон Белл сказал Metal-Rules.com: «Fear Factory будет продолжать гастролировать по Северной Америке и Европе в 2013. У нас запланировано ещё несколько туров в следующем году — несколько летних фестивалей. В это время наш план — начать писать новый альбом, и мы хотим выпустить его к весне 2014 года».

### Genexusи десятый студийный альбом (2014—2019)
19 марта 2014 года Белл сказал журналу Brave Words & Bloody Knuckles, что хотел бы выпустить новый альбом к августу, после чего начать тур в сентябре. 12 сентября 2014 года группа объявила, что подписала контракт с лейблом Nuclear Blast и войдёт в студию в октябре. Группа также подтвердила, что альбом будет сведён Энди Снипом, и что Рис Фулбер снова его спродюсирует.
Группа провела свои первые концерты в Индии в ноябре 2014 года в рамках Weekender Tour, а в феврале/марте 2015 года они приняли участие в фестивале Soundwave в Австралии и Новой Зеландии.
1 мая 2015 года было объявлено, что к группе присоединился бывший басист Static-X и Soulfly Тони Кампос. Позже в том же месяце Fear Factory объявили, что выпустят свой девятый студийный альбом под названием Genexus 7 августа 2015 года.
Они гастролировали на европейских фестивалях в июле 2015 года, а затем в Северной Америке на разогреве у Coal Chamber. С конца августа до середины сентября 2015 года группа гастролировала в США при поддержке Once Human, лос-анджелесской мелодик-метал группы Before the Mourning и чикагской рок-группы The Bloodline. Они также объявили, что сыграют весь альбом Demanufacture в Европе в период с ноября по декабрь 2015 года, в туре, который снова включил в себя Once Human и ирландскую группу Dead Label на разогреве.
В ноябре 2016 года в интервью журналу Loudwire Дино Касарес сообщил, что Fear Factory планируют выпустить свой десятый студийный альбом в середине-конце 2017 года. Он заявил: «Сейчас мы собираемся быть дома и делать новую запись. Мы уже пишем и в процессе создания новой записи, но, вероятно, она не выйдет до конца лета следующего года или даже до октября. Я не совсем уверен».
В декабрьском интервью 2016 года The Ex-Man, несмотря на продолжающуюся «огромную судебную тяжбу» с Беллом и Касаресом, бывший бас-гитарист Кристиан Олде Волберс заявил, что он «пытается добиться этого воссоединения». Он добавил: «Для этой группы не было бы ничего лучше, чем примирить наши разногласия, написать, убийственную пластинку, что, я знаю, мы можем, и закатить действительно большие гастроли. Моя страсть к игре и к тому, что мы вложили в эту группу, очень велика, и я знаю, что она велика и для Дино, потому что он начал все это с Рэймондом в те времена». Большую возможность воссоединение с «классическим» составом — Белл, Касарес, Эррера и Волберс — обрело позже в том же месяце, когда Волберс разместил изображение в своём аккаунте в Instagram, намекающее на то, что официальный сайт Fear Factory «находится в стадии разработки».
7 мая 2017 года Волберс разместил пустую фотографию в своём Instagram (которая впоследствии была удалена), которая намекала на то, что Fear Factory распались. Позже в тот же день Касареса спросили в Твиттере, были ли они всё ещё вместе, и он ответил: «Не уверен, почему вы вообще спрашиваете об этом и откуда вы это взяли?» В интервью Kilpop в мае 2017 года Бертон Белл сказал, что новые песни «даже сильнее, чем Genexus, потому что они кажутся ещё более напряжёнными. Мы в груве, и это потрясающе».
В интервью с Хосе Мангином из SiriusXM на первом открытии Headbangers Con в ноябре 2018 года в Портленде, штат Орегон, Белл раскрыл Monolith как название десятого студийного альбома Fear Factory и показал его обложку на своём смартфоне. В октябре 2019 года это было опровергнуто Дино Касаресом, который через свой аккаунт в Твиттере заявил, что нового альбома Fear Factory не было. Вскоре после этого Касарес выразил неуверенность в отношении будущего группы, указав, что иск, поданный Рэймондом Эррерой и Волберсом, помешал ему и Беллу использовать название Fear Factory. Однако на данный момент не было сделано официального объявления о распаде группы.

### Уход Бертона Белла,Aggression Continuum(2020-настоящее время)
2 сентября 2020 года Касарес объявил, что Fear Factory выпустят новую музыку в 2021 году. 28 сентября 2020 года Бертон Белл объявил, что покидает Fear Factory из-за «последовательной серии нечестных заявлений и необоснованных обвинений со стороны прошлых и нынешних участников группы», но в новом альбоме будет использован его вокал, который был записан в 2017 году. В интервью с Роббом Флинном 28 сентября 2020 года, которое состоялось через несколько часов после того, как Белл объявил о своём уходе из Fear Factory, Касарес заявил, что не знал о распаде группы, пока он «не узнал [об этом] через социальные сети». Он также утверждал, что одной из причин ухода Белла был не только судебный процесс, который помешал выпуску нового альбома группы, но и то, что последняя часть группы «стала собственностью торговой марки», в результате чего Касарес остался единственным владельцем названия группы. Касарес повторил, что вокал Белла появится в новом альбоме, который Энди Снип сводит (планируя выпустить его в 2021 году), и выразил надежду, что пара продолжит совместную работу в поддержку альбома.
1 апреля 2021 года группа объявила, что новая песня за более чем пять лет выйдет 16 апреля. Вскоре последовал небольшой тизер риффа песни от Касареса. 9 апреля группа объявила название песни — «Disruptor» — и альбома — Aggression Continuum, который планируется к выпуску позже в 2021 году. Песня вышла 16 апреля; была объявлена дата выхода нового альбома — 18 июня 2021 года.
Принимая решение о выборе нового вокалиста на прослушивании, Касарес сказал, что пол не будет иметь значения, выразив открытый интерес к найму в качестве вокалиста женщины; однако он сказал, что не будет объявлять об этом некоторое время. Из всех потенциальных участников он позже выбрал замену, которая ещё не была раскрыта, в виде мужчины и «вроде как известного» на металлической сцене. Он также сказал, что новый участник будет представлен через новые песни. Волберс выразил поддержку Касаресу, продолжающему работу с группой. 21 февраля 2023 года группа наконец объявила, что после прослушивания более 300 человек Мило Сильвестро стал их новым вокалистом.
Весной 2023 года стало известно что Пит Уэббер из треш-метал группы Havok стал постоянным участником группы заменив таким образом Майка Хеллера на посту барабанщика. Что стало причиной ухода Хеллера, неизвестно.

## Состав

### Текущий состав
- Дино Касарес — гитара, бэк-вокал (1989—2002, 2009-настоящее время), бас-гитара (1992, 1995, 2009, 2015, 2020-настоящее время), клавишные (1995)
- Тони Кампос — бас-гитара, бэк-вокал (2015—настоящее время)
- Мило Сильвестро — ведущий вокал (2023—настоящее время)
- Пит Уэббер — ударные (2023-настоящее время)

### Бывшие участники
- Бертон Кристофер Белл — ведущий вокал (1989—2002, 2003—2007, 2009—2020), клавишные (1995)
- Дэйв Гибни — бас-гитара, вокал (1989—1991)
- Энди Ромеро — бас-гитара (1991—1992)
- Эндрю Шивес — бас-гитара (1992—1993)
- Раймонд Эррера — ударные, перкуссия (1989—2002, 2003—2007)
- Кристиан Волберс — бас-гитара (1993—2002), гитара (2003—2007)
- Байрон Строуд — бас-гитара (2003—2007, 2009—2012)
- Джин Хоглан — ударные (2009—2012)
- Мэтт Деврис — бас-гитара (2012—2015)
- Майк Хеллер — ударные (2012—2023)

Временная шкала

## Дискография
- Soul of a New Machine (1992)
- Demanufacture (1995)
- Obsolete (1998)
- Digimortal (2001)
- Concrete  (записан в 2001, издан в 2002)
- Archetype (2004)
- Transgression (2005)
- Mechanize (2010)
- The Industrialist (2012)
- Genexus (2015)
- Aggression Continuum (2021)